# Semi-conducteur à bande étroite
Un semi-conducteur à bande étroite est un matériau semi-conducteur dont la largeur de bande interdite est inférieure à 0,5 eV, ce qui correspond à une longueur d'onde de coupure d'absorption infrarouge supérieure à 2,5 microns. Une définition plus étendue comprend tous les semi-conducteurs dont la largeur de bande interdite est inférieure à celle du silicium (1,1 eV),. Les technologies modernes térahertz, infrarouges et thermographiques sont toutes basées sur ce type de semi-conducteurs.
Les semi-conducteurs à bande étroite ont permis de réaliser la télédétection par satellite, des circuits intégrés photoniques pour les télécommunications,, et des systèmes Li-Fi pour véhicules sans pilote dans le domaine de la détection infrarouge et la  vision infrarouge,. Ce sont aussi les matériaux de base pour la technologie térahertz, dont la recherche d'armes dissimulées (en) dans le domaine de la sûreté et de la surveillance,,, l'imagerie industrielle et médicale sûre avec la tomographie térahertz (en),, ainsi que comme diélectriques pour les accélérateurs laser-plasma,,. En outre, les cellules thermophotovoltaïques utilisant des semi-conducteurs à bande étroite peuvent potentiellement utiliser la partie traditionnellement gaspillée de l'énergie solaire qui occupe environ 49 % du spectre de la lumière solaire,. Les vaisseaux spatiaux, les instruments océaniques profonds et les montages de la physique du vide utilisent des semi-conducteurs à bande étroite pour réaliser un refroidissement cryogénique,.

## Liste de semi-conducteurs à bande étroite
| Nom                          | Formule chimique | Groupes                | Largeur de bande interdite (300 K) |
| ---------------------------- | ---------------- | ---------------------- | ---------------------------------- |
| Tellurure de mercure-cadmium | Hg1−xCdxTe       | II-VI                  | 0 à 1,5 eV                         |
| Tellurure de mercure-zinc    | Hg1−xZnxTe       | II-VI                  | 0,15 à 2,25 eV                     |
| Séléniure de plomb           | PbSe             | IV-VI                  | 0,27 eV                            |
| Sulfure de plomb(II)         | PbS              | IV-VI                  | 0,37 eV                            |
| Tellure                      | Te               | VI                     | ~0,3 eV                            |
| Tellurure de plomb           | PbTe             | IV-VI                  | 0,32 eV                            |
| Magnétite                    | Fe3O4            | Métal de transition-VI | 0,14 eV                            |
| Arséniure d'indium           | InAs             | III-V                  | 0,354 eV                           |
| Antimoniure d'indium         | InSb             | III-V                  | 0,17 eV                            |
| Germanium                    | Ge               | IV                     | 0,67 eV                            |
| Antimoniure de gallium       | GaSb             | III-V                  | 0,67 eV                            |
| Arséniure de cadmium         | Cd3As2           | II-V                   | 0,5 à 0,6 eV                       |
| Tellurure de bismuth         | Bi2Te3           |                        | 0,21 eV                            |
| Tellurure d'étain            | SnTe             | IV-VI                  | 0,18 eV                            |
| Séléniure d'étain            | SnSe             | IV-VI                  | 0,9 eV                             |
| Séléniure d'argent(I)        | Ag2Se            |                        | 0,07 eV                            |
| Siliciure de magnésium       | Mg2Si            | II-IV                  | 0,79 eV[26]                        |